# Köckte (Gardelegen)
Köckte ist ein Ortsteil der gleichnamigen Ortschaft der Hansestadt Gardelegen im Altmarkkreis Salzwedel in Sachsen-Anhalt.

## Geografie
Köckte, ein Dorf mit Kirche, liegt am Ostrand des Niedermoorgebiets Naturpark Drömling, etwa 20 Kilometer westlich der Hansestadt Gardelegen in der Altmark. Westlich des Dorfes fließen der Brandgraben und der Köckter Wiesengraben in den Friedrichskanal.

## Geschichte

### Mittelalter bis Neuzeit

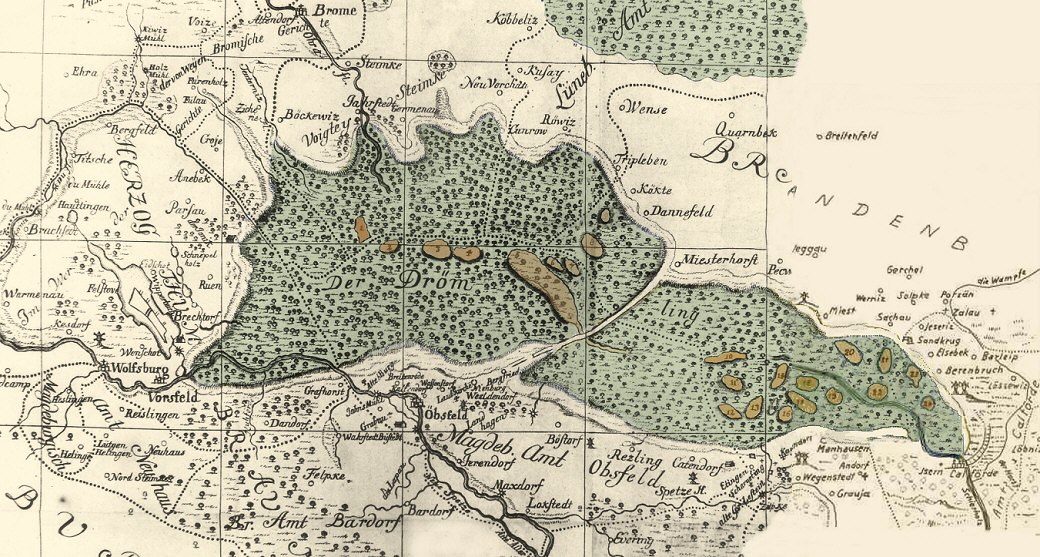
Drömlingskarte von Samuel Walther 1737

Köckte entstand als Rundplatzdorf mit Kirche auf dem Platz, wie aus dem Urmeßtischblatt von 1823 erkennbar ist.
Köckte wurde im Jahre 1394 als dat dorp to kokede erstmals erwähnt, als Gebhard von Bernebroke den Herzögen Bernhard und Heinrich die Dörfer Köckte, Trippigleben, Breitenfeld und Tarnefitz für 45 Mark verkaufte.
Der Streithorst (auf der Drömlingkarte von Samuel Walter mit Nr. 9 beschriftet) war ein erhöhtes Gebiet im Drömling (Horst), das seit 1655 zwischen Oebisfelde und Köckte strittig war. 1734 wurde der Prozess beendet. Das Problem mit der Mithut und Weide auf der Buchhorst, Brömerheide und Meelhorst wurde durch die Teilung der Meelhorst gelöst.
Im Jahr 1910 lebten 700 Einwohner in Köckte.
Im Jahre 1953 entstand die erste Landwirtschaftliche Produktionsgenossenschaft vom Typ III, die LPG „Mienenberg“. Noch im selben Jahr entstand auch die LPG „Geschwister Scholl“.

### Eingemeindungen
Ursprünglich gehörte das Dorf zum Salzwedelischen Kreis der Mark Brandenburg in der Altmark. Zwischen 1807 und 1813 lag es im Kanton Mieste auf dem Territorium des napoleonischen Königreichs Westphalen. Ab 1816 gehörte die Gemeinde zum Kreis Gardelegen, dem späteren Landkreis Gardelegen.
Die Gemeinde Köckte wurde am 25. Juli 1952 in den Kreis Klötze umgegliedert. Nach dessen Auflösung kam sie am 1. Juli 1994 zum Altmarkkreis Salzwedel. Am 1. Januar 2011 wurde die Gemeinde Köckte per Gesetz in die Hansestadt Gardelegen eingegliedert und wurde damit zur Ortschaft und zum Ortsteil von Gardelegen.

### Einwohnerentwicklung
| Jahr | Einwohner |
| ---- | --------- |
| 1734 | 203       |
| 1774 | 199       |
| 1789 | 203       |
| 1798 | 206       |
| 1801 | 212       |
| 1818 | 223       |

| Jahr | Einwohner |
| ---- | --------- |
| 1840 | 422       |
| 1864 | 503       |
| 1871 | 540       |
| 1885 | 592       |
| 1895 | 595       |
| 1905 | 673       |

| Jahr | Einwohner |
| ---- | --------- |
| 1925 | 678       |
| 1939 | 615       |
| 1946 | 898       |
| 1964 | 588       |
| 1971 | 544       |
| 1981 | 504       |

| Jahr | Einwohner |
| ---- | --------- |
| 1993 | 496       |
| 2006 | 448       |
| 2012 | [00]397   |
| 2016 | 365       |
| 2021 | [0]350    |
| 2022 | [0]355    |

Quelle, wenn nicht angegeben, bis 2006:

## Religion
- Die evangelische Kirchengemeinde Köckte gehörte früher zur Pfarrei Jeggau.[13] Seit 2003 gehört die Kirchengemeinde Köckte gemeinsam mit Breitenfeld, Jeggau, Quarnebeck und Trippigleben zum Kirchspiel Breitenfeld-Jeggau.[4] Heute gehört das Kirchspiel zum Pfarrbereich Breitenfeld im Kirchenkreis Salzwedel im Propstsprengel Stendal-Magdeburg der Evangelischen Kirche in Mitteldeutschland.[14]
- Die historischen Überlieferungen in Kirchenbüchern für Köckte beginnen im Jahre 1767.[15]
- Die katholischen Christen gehören zur Pfarrei St. Hildegard in Gardelegen im Dekanat Stendal im Bistum Magdeburg.[16]

## Politik

### Ortsbürgermeister
Torsten Polzin ist Ortsbürgermeister der Ortschaft Köckte. Letzte Bürgermeisterin der ehemals selbstständigen Gemeinde Köckte war Sylvia Deneke.

### Ortschaftsrat
Bei der Ortschaftsratswahl am 26. Mai 2019 gewann die Wählergemeinschaft Köckte alle 7 Sitze.
Es amtieren 2 Ortschaftsrätinnen und 5 Räte. Davon sind zwei Personen über die Liste nachgerückt, da sie nicht die nötige Stimmenzahl erreichten.

## Kultur und Sehenswürdigkeiten
- Die evangelische Dorfkirche Köckte ist eine Saalkirche aus den 1930er Jahren mit einem Westturm in Fachwerk auf einem Feldsteinsockel.[19]
- In Köckte steht ein Denkmal für die Gefallenen des Ersten und Zweiten Weltkrieges, ein Obelisk mit Gedenktafeln.[20]
- Neben der Kirche steht ein Gedenkstein für Egon Schultz, ein Grenzsoldat, der versehentlich durch einen Kameraden erschossen wurde.[21] Der Friedhof liegt am östlichen Ortsausgang.

## Verkehr
Die Gemeinde liegt in der Nähe der Landesstraße 20. Der Mittellandkanal führt 10 Kilometer südlich an Köckte vorbei. Die nächste Umschlagsstelle befindet sich in Calvörde.

## Vereine
- „Abenteuerland“ e. V. Köckte
- Sportverein 90 Köckte e. V.

## Persönlichkeiten
In Köckte wurde der spätere Bürgermeister der Stadt Vohwinkel, Heinrich Bammel (1855–1929) geboren.